# ايزنيرتس

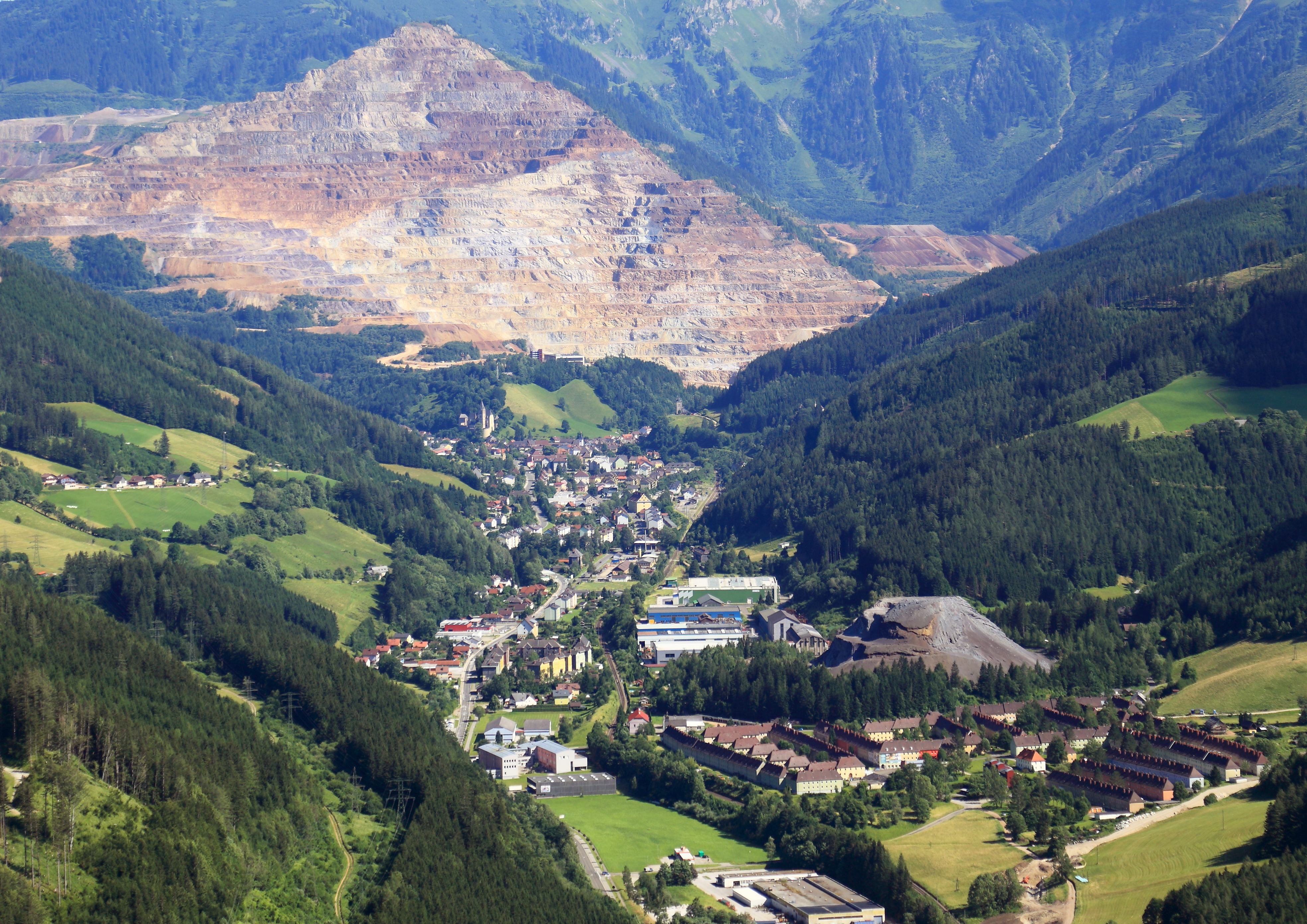
منظر شمالي غربي لأيزينرز مع جبل إيرتسبيرغ في الخلفية

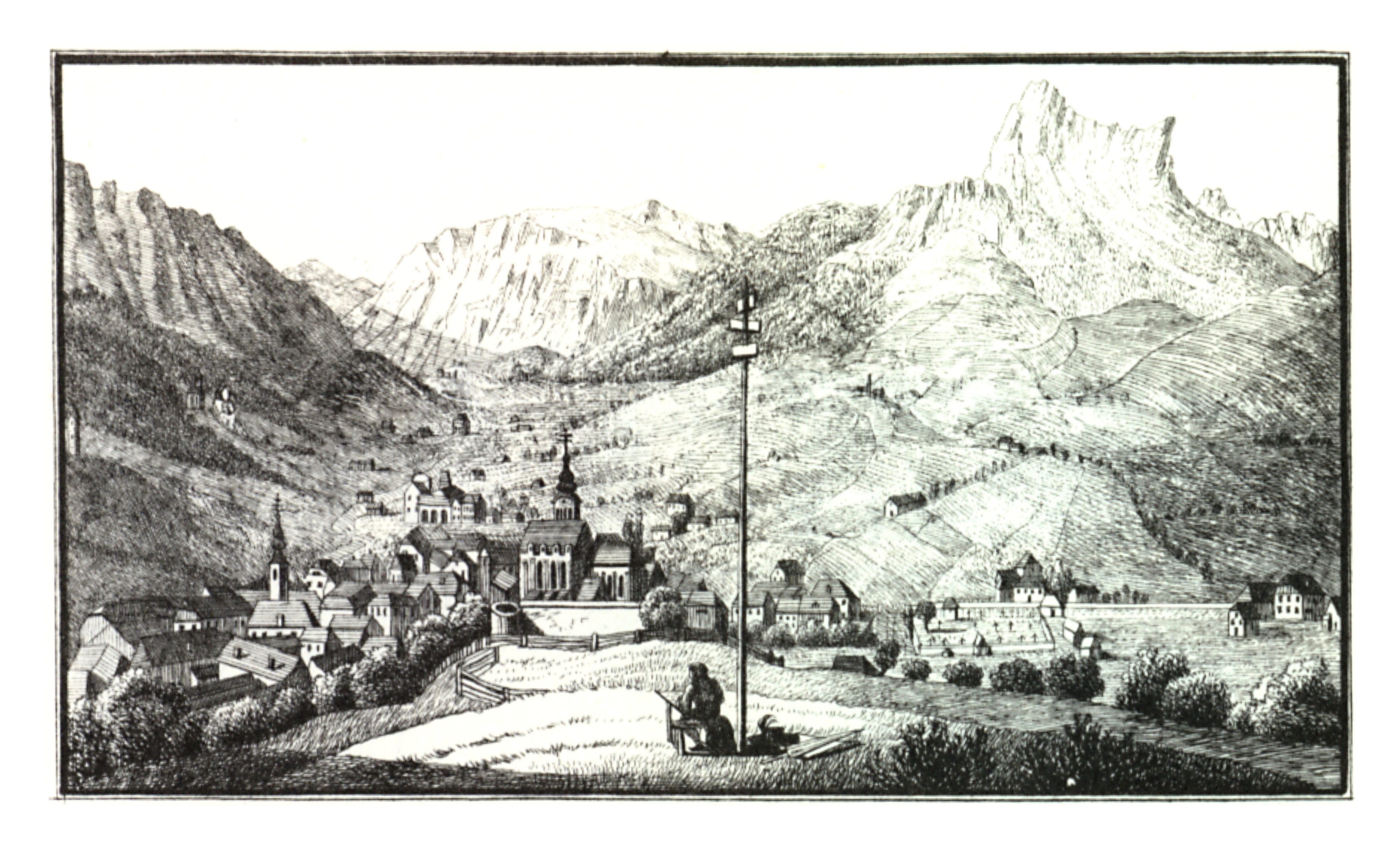
أيزنيرتس حوالي العام 1820

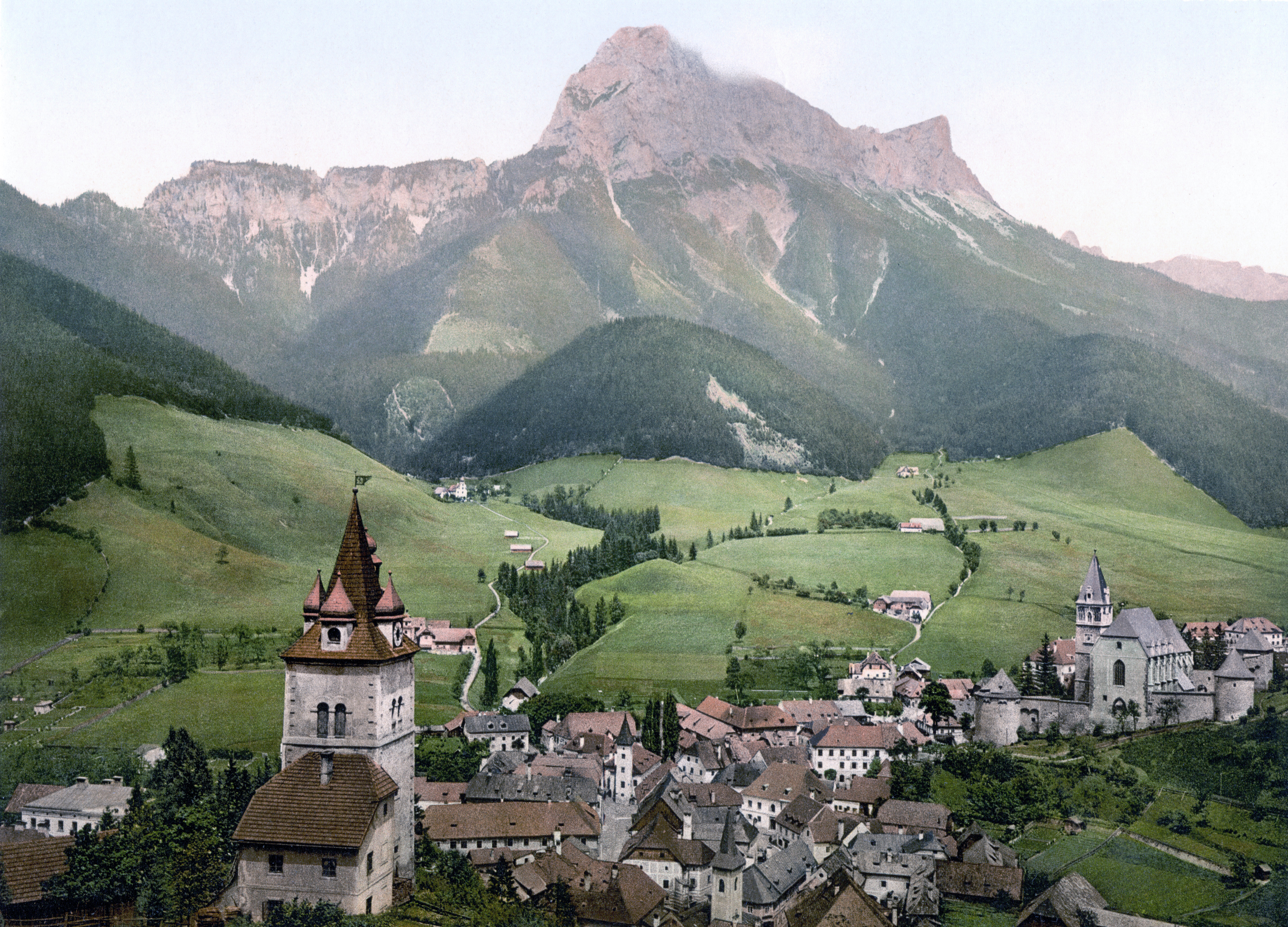
أيزنيرتس حوالي عام 1900، مع إطلالة على جبل بفافنشتاين

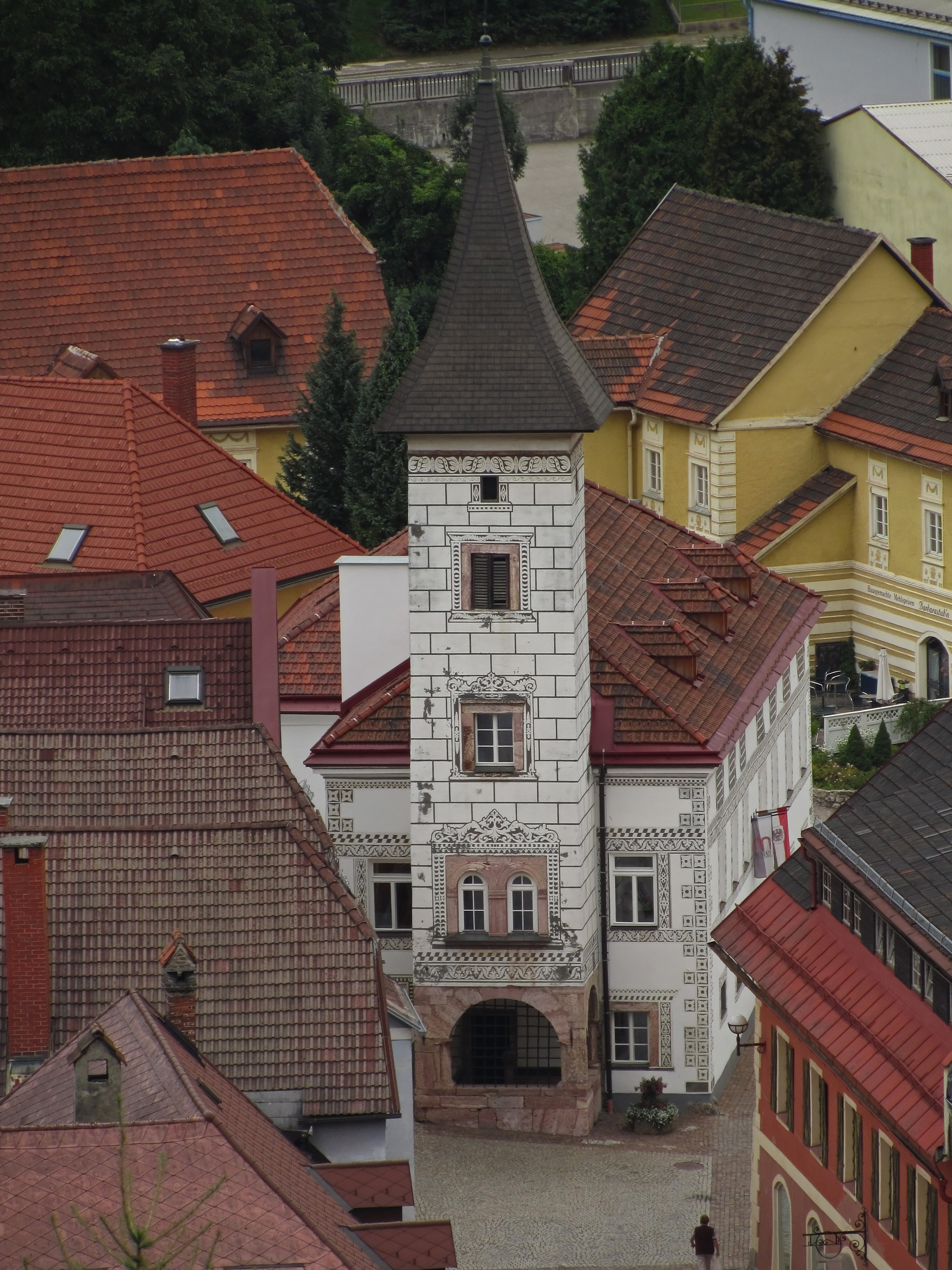
مبنى البلدية القديم. تحول المبنى لاحقا إلى محكمة المقاطعة، ويخدم منذ عام 2011 متحفا للمدينة

أيزنيرتس، بلدة نمساوية في شمال مقاطعة ستيريا تقع في محافظة ليوبن (إينربيرغ سابقا)، وتبعد عن مدينة ليوبن وتبعدا 25 كيلومترا إلى الشمال، ويبلغ عدد سكانها 3.742 نسمة (إحصاء العام 2021). يعني اسمها بالألمانية «خام الحديد» (بالألمانية: Eisenerz)‏ لوقوعها على واحد من أكبر مناجم الحديد في أوروبا الوسطى.

## الجغرافية

### الموقع
تقع بلدة أيزنيرتس على نهر إيرتسباخ وسط منحدرات جبال الألب الشاهقة، بين جبال أيزنيرتس في الجنوب الغربي وجبل هوخشفاب في الشمال الشرقي، وتحيط بها أربعة تكوينات صخرية هي جبال رايخنشتاين، وفيلدفلد، وكايزرشيلد وبفافنشتاين وتهيمن على منظر المدينة العام. ويضاف إليهم جبل منجم إيرتسبيرغ بتدرجاته ذات اللون الأحمر، وهو أكبر منجم مكشوف لخام الحديد في أوروبا الوسطى.

### أحياء وقرى تابعة
تتكون بلدية أيزنيرز من أربع تقسيمات (اعتبارًا من 31. كانون الأول (ديسمبر) 2020 ):
- أيزنيرتس (154.18 هكتار)
- كرومبنتال (3547.96 هكتار)
- ميونختال (5645.71 هكتار)
- تروفينغ (3121.04 هكتار)

وتتبع أيزنيرتس أيضًا عدة قرى ونواحي أهمها بلوماو، وغالايتن، وغايريغ، وغروسفولز، وغسولّ، ومونتسبودن، وبايغلر، وبروسن، وشلينغرفيغ، وسيآو، وسيشتراس.

## السكان

### تعداد السكان
نظرًا لازدهار صناعة التعدين والنمو السكاني (13000 نسمة) أعطيت أيزنيرتس صفة «مدينة» في عام 1948، ولكن عدد السكان تقلص في العقود التالية إلى الثلث بسبب التطورات التقنية في قطاع التعدين التي قللت الاعتماد على الأيدي العاملة، وأيضا بسبب الأزمة العالمية التي شهدتها في صناعة الحديد والصلب في الثمانينيات.
يتجاوز عمر 40٪ من السكان سن الـ65، وبذلك تعد المدينة صاحبة أعلى نسبة شيخوخة في النمسا.

### الأديان
- الروم الكاثوليك 66.9٪
- المسيحية الإنجيلية 4.2٪
- الإسلام 1.5٪
- بدون ديانة 24.6٪
- ديانات أخرى 2.8%

## التاريخ

### الأسطورة المحلية
تقول الأسطورة أن سكان المنطقة يدينون باكتشاف خام الحديد إلى كائن خيالي (حوري ماء) أسره المحليون، وعرض عليهم مقابل إطلاق سراحه «الذهب لعشرة أعوام، أو الفضة لمائة عام، أو الحديد إلى آخر الزمان»، فاختار أهل المنطقة الأذكياء الحديد.

### القرون الوسطى المبكرة
تعود أقدم إشارة إلى المدينة إلى العام 1230، حيث ذكرت تحت اسم إيرتسه (بالألمانية: Aerze)‏ الذي يشير إلى وجود خام الحديد فيها، ثم في عام 1293 في مخطوطة «في أيزنيرتس الداخلي». في عام 1453 وثّق منح البلدة حقوق بلدة سوق. ابتداء من القرون الوسطى كانت حقوق التعدين في جبل إيرتسبيرغ في يد معلمي التعدين من بلدة فوردرنبيرغ (بالألمانية: Vordernberg)‏. من العصور الوسطى. وحتى نهاية القرن السادس عشر ازدهر تعدين خام الحديد في المنطقة، وحوالي العام 1500 بلغت صادرات خام الحديد من المنطقة 16% من مجمل الصادرات الأوروبية، ووصلت ال20% منها في عام 1550.

### عصر النهضة والحروب الدينية
عندما حاصر الأتراك فيينا في عام 1529عززت تحصينات كنيسة أوزفالدي في البلدة. وقد انتشرت البروتستانتية في مقاطعة ستيريا ابتداءا من العام 1519 وتطورت أيضًا في أيزنريرتس حتى منتصف القرن السادس عشر إلى ديانة الأغلبية، وقد شارك أيضا الأعيان وعمال المناجم ونفاخو الحديد في انتفاضة الفلاحين التي اندلعت عام 1525، والتي اختلطت مطالبها بالمطالب الدينية اللوثرية. وتُظهر سجلات مجلس بلدة بروك القريبة أن أيزنيرتس كانت عام 1572 واحدة من 15 مدينة وبلدة في المنطقة أعلنت علنًا أنها تنتمي إلى إقرار أوغسبورغ. تشهد عدة مباني قائمة في أيزنيرتس (مثل برج شيختتورم وقصر شفارتسر هوف) على ذروة ريادة صناعة التعدين بتقنية العجلات في تلك الفترة.
في حملة الإصلاح المضاد تحصن البروتستانتيون من الأعيان ومعلمي التعدين في قلعة الكنيسة في مواجهة يوهان هوفمان رئيس دير بلدة أدمونت القريبة، الذي حضر بأمر من أمير المنطقة آنذاك فرديناند الثاني وأجبرهم على الاستسلام بمساعدة خدمه المحليين و316 جنديا. تعرض البروتستانتيون لإجراءات حكومية مثل مصادرة الممتلكات والإجبار على بيع أعمال التعدين إلى كاثوليك، وطرد من ظلوا على ولائلهم لإقرار أوغسبورغ، وأحرقت كتب الطائفة وأجبر 50 جنديا أسكنوا في بيوت الأهالي من السكان الأغلبية على التحول إلى الكاثوليكية. وقد تعرض 14 على الأقل من معلمي التعدين إلى الطرد مع عائلاتهم.
أدى طرد بعض حرفيي التعدين (الذين ربطتهم ببعض صلات قرابة) واستبدال غرباء عن المنطقة ببعضهم إلى تعرض من تبقى منهم إلى أزمات مالية زادت من حدته حرب الثلاثين عامًا. وفي عام 1625 سيطر حاكم المقاطعة على المناجم والتعدين وتجارة الحديد في المنطقة الداخلية إيرتسبيرغ، ودمج حقوق الاستخراج والتعدين في شركة واحدة مسؤولة، وأسست نقابة رئيسية أدارت وأشرفت على أعمال مناجم أيزنبيرغ في ناحية أيزنيرتس حتى عام 1881. أما في المنطقة الخارجية فظلت حقوق الاستخراج والتعدين مع المحليين حتى نهاية القرن التاسع عشر. ضمت النقابة الرئيسية أيضا معامل الطرق في وادي نهر إنز وتجار الحديد في مدينة شتاير. وخلال القرن السابع عشر تطورت هذه الشركة لتصبح أكبر شركة منتجة للحديد في العالم آنذاك.

### في القرنين الثامن عشر والتاسع عشر
شارك حتى النساء والأطفال في أعمال التعدين، وقد جرت ابتداء من العام 1750 عدة محاولات للحد من تشغيلهم في هذه المهن عبر لإدخال صناعة النسيج إلى البلدة لتستوعب النساء والأطفال، وكان آخرها بموجب مرسوم من القصر في فيينا صدر في 15فبراير 1772، ولكن كل هذه المحاولات باءت بالفشل، وظل حبرا على ورق قرار بإقامة مدارس نسيج صدر عام 1765. في عام 1768 رفض مجتمع أصحاب حرف التعدين توجيهات القصر في فيينا بداعي النساء والأطفال ضروريون في الأعمال منخفضة المستوى في المناجم، وأن هناك نقصًا في المساكن بسبب إدخال تصريح الزواج المجاني.
وكذلك رد المجمع على الطلب الجديد في عام 1772 بنفس الاعتبارات، وملاحظة مفادها أن «تلبية طلب المقام السامي غير ممكنة بكل الجوانب»، كما كان جواب غرفة التجارة العليا بالسلب، فسحب قرار القصر في سبتمبر من نفس العام وصرف النظر عن إدخال صناعة الغزل والنسيج إلى أيزيرتس.
في عام 1881 أسست شركة مونتان الألبية النمساوية (بالألمانية: Oesterreichisch-Alpine Montangesellschaft)‏ التي اكتسبت تدريجياً حقوق التعدين لكامل جبل أيزنبيرغ، وبدأت استخراج خام الحديد عبر هدم الجبل بصورة متدرجة، وهذا أعطى الجبل شكله المميز اليوم. في تلك الفترة أنشئت سكة الحديد المعروفة باسم سكة جبل إيرتسبيرغ (بالألمانية: Erzbergbahn)‏ وربطت البلدة بمناطق جبل إيرتسبيرغ الخارجية وبمدينة ليوبن.

### العهد النازي والحرب العالمية الثانية
أوشكت أعمال المناجم على الانهيار في الأزمة الاقتصادية التي شهدتها أعوام 1931-1932 إلا أنها شهدت انتعاشا خلال فترة الحكم النازي بفعل اقتصاديات المواد الخام وصناعات الأسلحة، وبلغ إنتاج إيرتسبيرغ 1.8 مليون طن، أي ما يعادل ربع الإنتاج في ألمانيا النازية. في ديسمبر 1939 جلب النازيون إلى المنطقة 300 من عمال السخرة البولنديين، وتبعهم الآلاف من عمال السخرة من مختلف البلدان، وكذلك أسرى الحرب ونزلاء معسكر الاعتقال في ماوتهاوزن.

بعد نهاية الحرب العالمية الثانية جرى عام 1946 في المدينة ما عرف بمحاكمات أيزنيسرتس التي حكمت فيها محكمة عسكرية بريطانية على اثني عشر رجلاً بالإعدام لمشاركتهم بصفتهم قادة أو أعضاء في منظمة فولكسشتورم في مجزة جرت في 7 أبريل 1945 بحق 250 من اليهود المجريبن الذين اقتيدوا في مسيرة موت نحو معسكر اعتقال ماوتهاوزن، وتعتبر هذه المحاكمات من أهم محاكمات جرائم الحرب في النمسا.

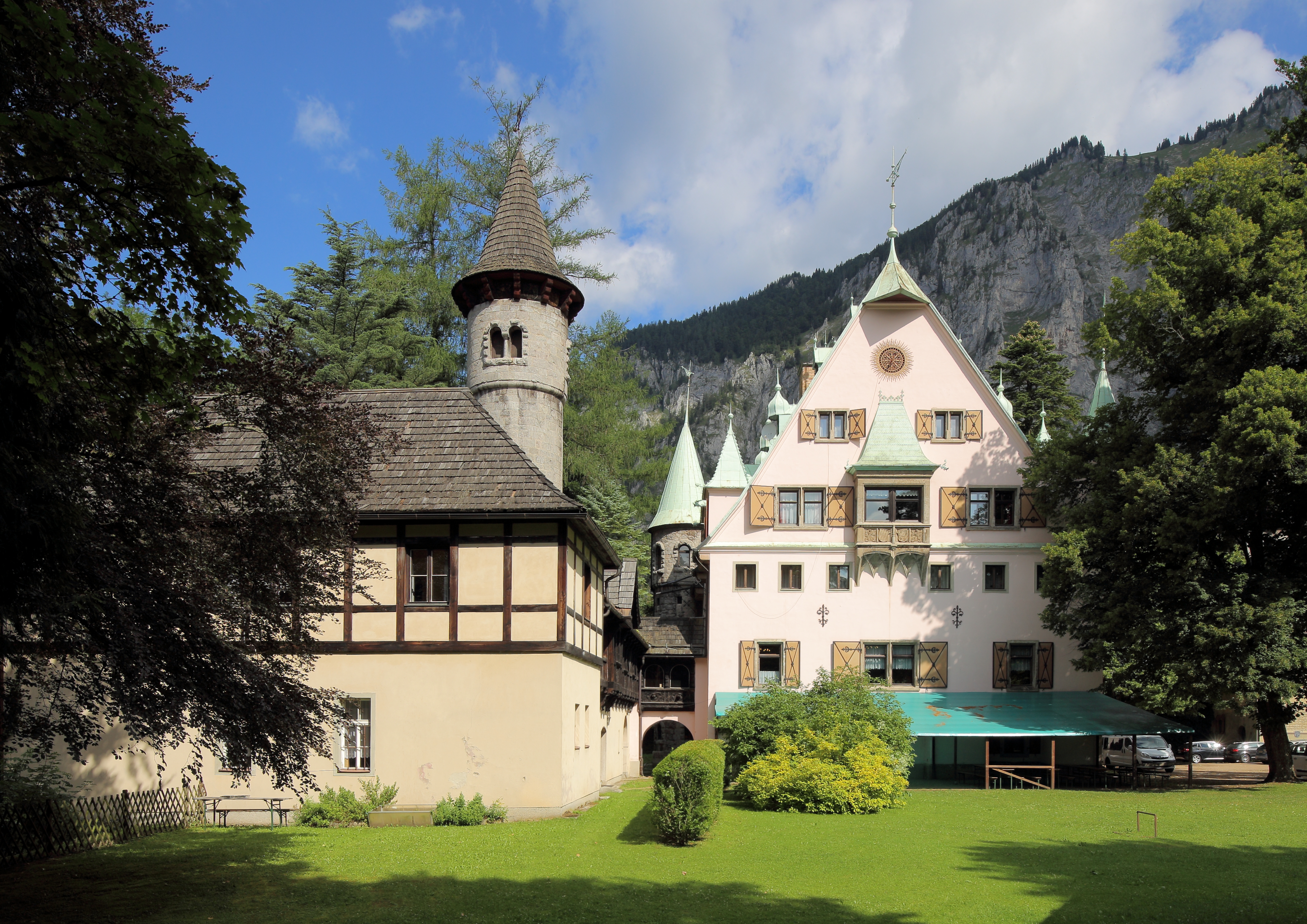
قصر ليوبولدشتاين

## الثقافة والمعالم
- متحف المدينة في قاعة المدينة القديمة، بيرغمانسبلاتس 1.
- متحف البريد في Kammerhof ، المقر السابق للنقابة التجارية الرئيسية Innerberg .
- متحف المهد مع مشاهد ميلاد من أواخر القرن التاسع عشر قرن حتى الوقت الحاضر.
- متحف المدابغ
- كنيسة أبرشية القديس أوزوالد : الكنيسة القوطية المكرسة لأوزوالد من نورثمبريا، من القرن الخامس عشر إلى القرن السادس عشر. القرن هو أكبر كنيسة محصنة في ستيريا (التحصينات من 1532 إلى 1534).
- سكة حديد إيرتسبيرغ: سكة حديد تاريخية عبر جبل إيرتسبيرغ.
- شفارتسر هوف (القصر الأسود): واحد من آخر منازل معلمي التعدين في القرون الوسطى التي حوفظ عليها بصورتها والأصلية تقريبا في ستيريا.
- قلعة ليوبولدشتاين: بين عامي 1666 و 1670 بنى البارون ليوبولد فون نيدثاردت زو سباثنبرون قصرا أطلق عليه اسم «قلعة ليوبولدشتاين» تكريما للإمبراطور ليوبولد الأول، وقد احترق معظمها في عام 1706. وبعد انتقلت الملكية إلى الأمير أرنولف من بافاريا حوالي عام 1880، أعيد بناؤها على الطراز التاريخاني بين عامي 1890 و 1895 على أساس نموذج القلاع الملكية البافارية.[11]

- الكنيسة السوق من ولادة مريم من 1453، أعيد تصميمها في وقت لاحق على الطراز الباروكي.
- برج الورديات هو نموذج لطراز طراز عصر النهضة، ومنذ 1581 وأجراسه تعلم عمال المناجم ببدء وانتهاء الورديات

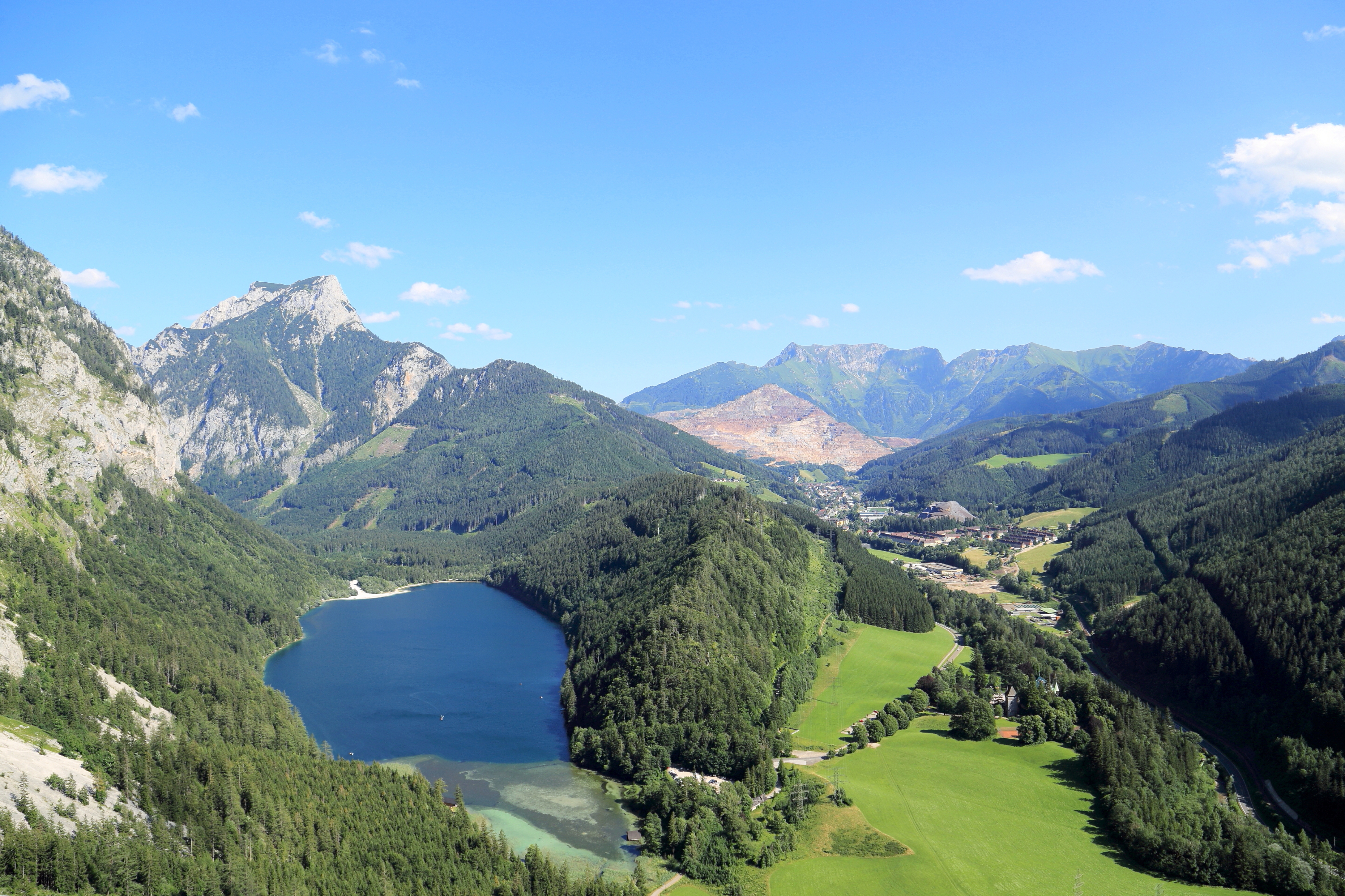
منظر شمالي غربي لبحيرة ليوبولدشتاين

- قلعة غايريغ، شيدت عام 1622

### المعالم الطبيعية
- نبع فاسرمانلوخ، يقع شمال البلدة وفيه كهف يبلغ طوله الألف متر، ويرتبط حوضه العميق على الأغلب ببحيرة ليوبولدشتاين، وعنده وقعت أحداث الأسطورة المؤسسة لصناعة الحديد في البلدة.
- كهف فراونماولر، كهف هوابط وصواعد مع غرف جليدية وتشكيلات حجرية، يبلغ طوله الـ644 مترا.
- بحيرة ليوبولدشتاين، بحيرة جبلية ذات جودة مياه ممتازة، طولها حوالي الكيلومتر الواحد، وعرضها 500 متر، وعمقها الأقصى حوالي 31 مترا.

## الاقتصاد والبنية التحتية

### السياحة
تطورت أيزنيرتس في الماضي القريب إلى مكان جذب سياحي حول جبل إيرتسبيرغ، حيث أنشئ في أنفاقه منجم للعرض، كما تجذب المناطق الطبيعية في جبال الألب المحيطة المتنزهين ومتسلقي الجبال والمتزلجين، ولكن التحول نحو القطاع السياحي بطيئ بسبب ضعف الطلب، الذي تسبب أيضا بالتراجع عن مشاريع كبرى منها إقامة منطقة تزلج وإقامة فندق على البحيرة.
تعد المدينة هي المركز التاريخي في طريق الحديد النمساوي، وتتعاون البلدات والمناطق على امتداد طريق الحديد التاريخي في مقاطعات ستيريا والنمسا العليا والنمسا السفلى عبر جمعيات «طريق الحديد» الإقليمية التي تتمثل مهمتها في جعل المنطقة معروفة كمنطقة جذب ثقافي وسياحي.
أنشئت في الأعوام 2005 إلى 2007 أربعة أماكن تسلق جديدة في الجبال المحيطة تتطلب مهارات عالية في تسلق الجبال.
توجد في المدينة عدة نزل للسياح ومؤجرون غرف خاصة، ولكن حتى يومنا هذا لا يوجد فيها فندق.

### المواصلات
- النقل العام: تقع المدينة على سكة حديد إيرتسبيرغ. وقد توقفت حركة القطارات إلى الجنوب نحو ليوبن في عام 1988، فيما يخدم خط هيفلاو-أيزنيرتس القادم من الشمال لقطارات الشحن فقط. لذلك لا يمكن الوصول إلى أيزنيرز إلا عن طريق الحافلات، وهناك مواصلات منتظمة مع ليوبن وهيفلاو.
- تقع البلدة على شارع B115 الذي يربط ليوبن بمدينتي شتاير وإينز في النمسا العليا، وأقرب الطرق السريعة هي الطريق S6 العابر لجبال سمرنغ، وA9 العابر لمنطقة بيرن.

### المجلس البلدي
للمدينة مجلس بلدي يضم 21 عضوا

### شخصيات معروفة من أيزنبيرغ
- جاكوب جوزيف وينترل (1732-1809)، طبيب وعالم نبات وصيدلي وكيميائي
- يوهان ماكس تيندلر (1811-1870)، رسام
- فرانز شنيويس (1831-1888)، عالم لاهوت نمساوي أمريكي، وعازف عضو، ومدير جوقة وملحن
- فيكتور أبفيلبيك (1859-1934)، عالم الحشرات النمساوي اليوغوسلافي وأمين المتحف
- الويس براندل (1864-1926)، سياسي
- August Musger (1868–1929)، مخترع التصوير البطيء
- أغنيس ميلونيغ (1884–1962)، شاعر محلي
- Stefanie Psonder (1911–1966)، سياسية
- فرانز زهرر (1911-1992)، موسيقي كنسي، خبير في الأرغن وعالم لاهوت
- ماتياس كرمبل (1917-1997)، سياسي (ÖVP) وموظف صناعي
- ستيفان كولي (1928-2018)، لاعب كرة قدم ومدرب
- إريك كيتزمولر (مواليد 1931)، عالم اجتماع وفيلسوف أعمال
- جيرهارد نيدرهامر (مواليد 1940)، متزلج
- إرنست لانجاور (1941-2007)، سياسي (SPÖ) ومهندس أمن
- كارل بيتش (مواليد 1943)، سياسي (SPÖ)
- رينهولد باشلر (مواليد 1944)، القفز بالزلاجات
- ليو بروستلر (مواليد 1947)، رجل أعمال وخبير بيئي
- ستيفان ايبل ارزبرغ (مواليد 1953)، كاتب
- كريستين برونشتاينر (مواليد 1954)، وسيط ومؤلف
- كريستا كيرن (مواليد 1958)، ممثلة، مؤلفة، تشانسونيت ومتحدث
- هارالد فون ميونيخثال (مواليد 1966)، فنان جرافيك ورسام ومؤلف إعلانات
- هيلجا أهرر (مواليد 1967)، سياسية (SPÖ)
- أوليفر شترومير (مواليد 1968)، القفز بالزلاجات
- ماريو شتيخر (مواليد 1977)، رياضي مشترك من الشمال
- أندرياس شرانز (مواليد 1979)، لاعب كرة قدم
- دانييلا إيراشكو (مواليد 1983)، حارس مرمى التزلج وكرة القدم
- لوكاس كلابفر (مواليد 1985)، رياضي مشترك من الشمال